# Faustball-Weltmeisterschaft der Frauen 2010
| 5. Weltmeisterschaft 2010          | 5. Weltmeisterschaft 2010 |
| Frauen                             | Frauen                    |
| ---------------------------------- | ------------------------- |
| Anzahl Nationen                    | 6                         |
| Weltmeister                        | Brasilien                 |
| Gastgeber                          | Chile                     |
| Stadt                              | Santiago de Chile         |
| Eröffnung                          | 18. November 2010         |
| Endspiel                           | 21. November 2010         |
| Verband                            | IFA                       |
| Anzahl Spiele                      | 22                        |
| \| ← 4. WM 2006 \| 6. WM 2014 → \| |                           |
| ← 4. WM 2006                       | 6. WM 2014 →              |

Die 5. Faustball-Weltmeisterschaft der Frauen fand von 18. bis 21. November 2010 in Santiago de Chile (Chile) statt. Chile war damit zum ersten Mal Ausrichter der Faustball-Weltmeisterschaft der Frauen. Weltmeister wurde die Brasilianische Frauennationalmannschaft, die den Titel mit einem 3:1-Sieg gegen Deutschland zum ersten Mal gewann. 

## Teilnehmer
Insgesamt sechs Nationalmannschaften nahmen an der fünften Weltmeisterschaft der Frauen teil. Jeweils drei Nationen kamen dabei aus Europa und Südamerika. 
| Europa - Deutschland - Österreich - Schweiz | Südamerika - Argentinien - Chile - Brasilien |

## Vorrunde
Die ersten beiden Teams der Vorrunde qualifizierten sich direkt für die Halbfinalspiele, die restlichen Mannschaften spielten in der Zwischenrunde um die verbleibenden beiden Plätze.
Spielergebnisse
| 18. November 2010 | Brasilien   | - | Chile       | 3:0 | (11:3, 11:2, 11:2)             |
| 18. November 2010 | Argentinien | - | Schweiz     | 0:3 | (3:11, 3:11, 6:11)             |
| 18. November 2010 | Deutschland | - | Österreich  | 3:2 | (11:4, 8:11, 6:11, 11:6, 11:8) |
| 18. November 2010 | Chile       | - | Schweiz     | 0:3 | (5:11, 6:11, 9:11)             |
| 18. November 2010 | Deutschland | - | Argentinien | 3:0 | (12:10, 11:7, 11:4)            |
| 18. November 2010 | Österreich  | - | Brasilien   | 1:3 | (11:13, 11:9, 9:11, 11:13)     |
| 19. November 2010 | Chile       | - | Argentinien | 1:3 | (3:11, 11:9, 4:11, 6:11)       |
| 19. November 2010 | Österreich  | - | Schweiz     | 3:0 | (11:7, 11:7, 11:7)             |
| 19. November 2010 | Brasilien   | - | Deutschland | 1:3 | (12:14, 7:11, 11:5, 11:13)     |
| 19. November 2010 | Chile       | - | Österreich  | 0:3 | (2:11, 2:11, 4:11)             |
| 19. November 2010 | Argentinien | - | Brasilien   | 0:3 | (4:11, 4:11, 4:11)             |
| 19. November 2010 | Schweiz     | - | Deutschland | 2:3 | (11:8, 11:8, 9:11, 6:11, 5:11) |
| 20. November 2010 | Deutschland | - | Chile       | 3:0 | (11:3, 11:2, 11:3)             |
| 20. November 2010 | Argentinien | - | Österreich  | 0:3 | (7:11, 9:11, 6:11)             |
| 20. November 2010 | Schweiz     | - | Brasilien   | 3:1 | (2:11, 11:8, 11:9, 11:8)       |

## Zwischenrunde
Die Sieger ziehen ins Halbfinale ein, die Verlierer spielen um die Plätze 5 und 6.
| 20. November 2010 | Brasilien | – | Chile       | 3:0 | (11:1, 11:5, 11:6)             |
| 20. November 2010 | Schweiz   | – | Argentinien | 3:2 | (4:11, 11:6, 9:11, 11:7, 11:8) |

## Halbfinale
| 21. November 2010 | Deutschland | - | Schweiz   | 3:0 | (11:4, 11:9, 11:2) |
| 21. November 2010 | Österreich  | - | Brasilien | 0:3 | (8:11, 7:11, 9:11) |

## Platzierungsspiele
| Spiel um Platz 5  | Spiel um Platz 5 | Spiel um Platz 5 | Spiel um Platz 5 | Spiel um Platz 5 | Spiel um Platz 5          | Spiel um Platz 5 | Spiel um Platz 5 |
| ----------------- | ---------------- | ---------------- | ---------------- | ---------------- | ------------------------- | ---------------- | ---------------- |
| 21. November 2010 | Chile            | –                | Argentinien      | 0:3              | (14:15, 8:11, 9:11)       |                  |                  |
| Spiel um Platz 3  |                  |                  |                  |                  |                           |                  |                  |
| 21. November 2010 | Schweiz          | –                | Österreich       | 1:3              | (11:8, 9:11, 6:11, 7:11)  |                  |                  |
| Finale            |                  |                  |                  |                  |                           |                  |                  |
| 21. November 2010 | Deutschland      | –                | Brasilien        | 1:3              | (4:11, 5:11, 13:11, 9:11) |                  |                  |

## Schiedsrichter
Sechs Schiedsrichter aus vier Nationen leiteten die Begegnungen der Frauen-Weltmeisterschaft 2010 in Santiago de Chile: 
| Europa - Heidelinde Hauser Österreich - Christiane Talke Deutschland - Daniel Müller Schweiz | Südamerika - Aurelio Freitas Brasilien - George Schuch Brasilien - Paulo Raya Farias Brasilien |

## Platzierungen
| Rang | Land        |
| ---- | ----------- |
| 1.   | Brasilien   |
| 2.   | Deutschland |
| 3.   | Österreich  |
| 4.   | Schweiz     |
| 5.   | Argentinien |
| 6.   | Chile       |